# Центурион (линеен кораб, 1911)
Центурион (на английски: HMS Centurion) е британски линеен кораб. Вторият линкор от типа „Кинг Джордж V“.

## Строителство
HMS Centurion е заложен в държавната корабостроителница в Девънпорт през 1911 г. Главната енергетична установка е произведена от фирмата „Хоторн“. Наречен е в чест на древноримския агиографически центурион Маврикий, който е от митичния и никога не е съществувал Тивански легион, напълно състоящ се от християни, който е измъчван, а след това обезглавен по личната заповед на императора Марк Аврелий Валерий Максимиан Херкулий за това, че се отказва да се поклонява на езическия император като на бог и за нежеланието да признава божествеността на неговата власт. Впоследствие Маврикий, от християнската църква, е причислен към светците (канонизиран) и става покровител на всички воини християни, в т.ч. и рицарите кръстоносци в техните завоевателни походи в Палестина. Спуснат е на вода на 18 ноември 1911 г.

## Служба
През декември 1912 г. започва заводски изпитания. В нощта на 9 по 10 декември 1912 г., по време на заводските нощни изпитания, се сблъсква с италианския пароход „Дерна“, който потъва с целия си екипаж. На „Центурион“ е сериозно повреден форщевена, в резултат на удара се образува цепнатина с дължина около 12 м, и в зоната са повредени няколко шпангоута след това влиза за ремонт, в хода на който повредените шпангоути са изрязани и заменени с нови с допълнително укрепване.

### Първа световна война
След завършването на строителството си „Центурион“ влиза в състава на 2-ро подразделение на флота, флагман на което е еднотипният му линкор „Кинг Джордж V“. По време на Ютландското сражение влиза в основния състав на Гранд Флийт под командването на капитан Майкъл Калм-Сеймур. Той плава трети в линията на първия дивизион на Флота след „Кинг Джордж V“ и „Аякс“.
„Центурион“ успява да изстреля четири снаряда на главния калибър в немския линеен крайцер „Лютцов“, преди „Орион“ да прикрие линията на огъня.
През 1918 г., след службата си в Северно море, където линкора командва Роджър Кейс, „Центурион“ и „Сюпърб“ са изпратени в източното Средиземноморие, за да присъстват при капитулацията на Османската империя.

### Гражданска война в Русия
През 1919 г. „Центурион“ е изпратен в Черно море по време на чуждестранната интервенция по време на гражданската война в Русия.

### Втора световна война
През 1941 г. кораба се използва като двойник за маскировка при строителството на „Ансън“ (HMS Anson).
През май 1941 г. „Центурион“ е преведен около нос Добра Надежда в Бомбай, където остава до май 1942 г., след което е преведен в Александрия, където е довъоръжен със зенитни автомати, и изпратен в Суец като зенитен кораб, там той остава до пролетта на 1944 г. Макетите на неговите 13,5-дюймови оръдия държат флота на Кралските военноморски сили на Италия надалеч, като те ги мислят за истински.
„Центурион“ се връща в Англия през май 1944 г.
През юни 1944 г., кораба трябва да бъде използван като вълнолом по време на десанта в Нормандия в рамките на операция „Нептун“, но на 9 юни 1944 г. потъва, получавайки повреди от огъня на батареите на 352-ра пехотна дивизия на Вермахта недалеч от Ароманш ле Бен в пристанището „Мълбери“. Всички 70 члена на екипажа напускат потъващия кораб.